# Státní symboly Chorvatska

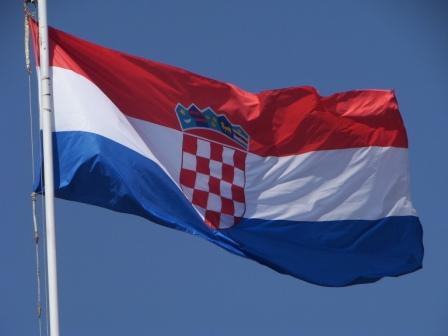
Chorvatská vlajka

Státní symboly Chorvatska jsou stanoveny ústavním zákonem o státních symbolech (Zakon o grbu, zastavi i himni Republike Hrvatske te zastavi i lenti Predsjednika Republike Hrvatske), který byl přijat dne 22. prosince 1990.

## Státní symboly
Státní symboly Chorvatska jsou:
- Státní znak
- Státní vlajka
- Státní hymna - Lijepa naša domovino
- Vlajka prezidenta republiky

Státní znak
Státní vlajka
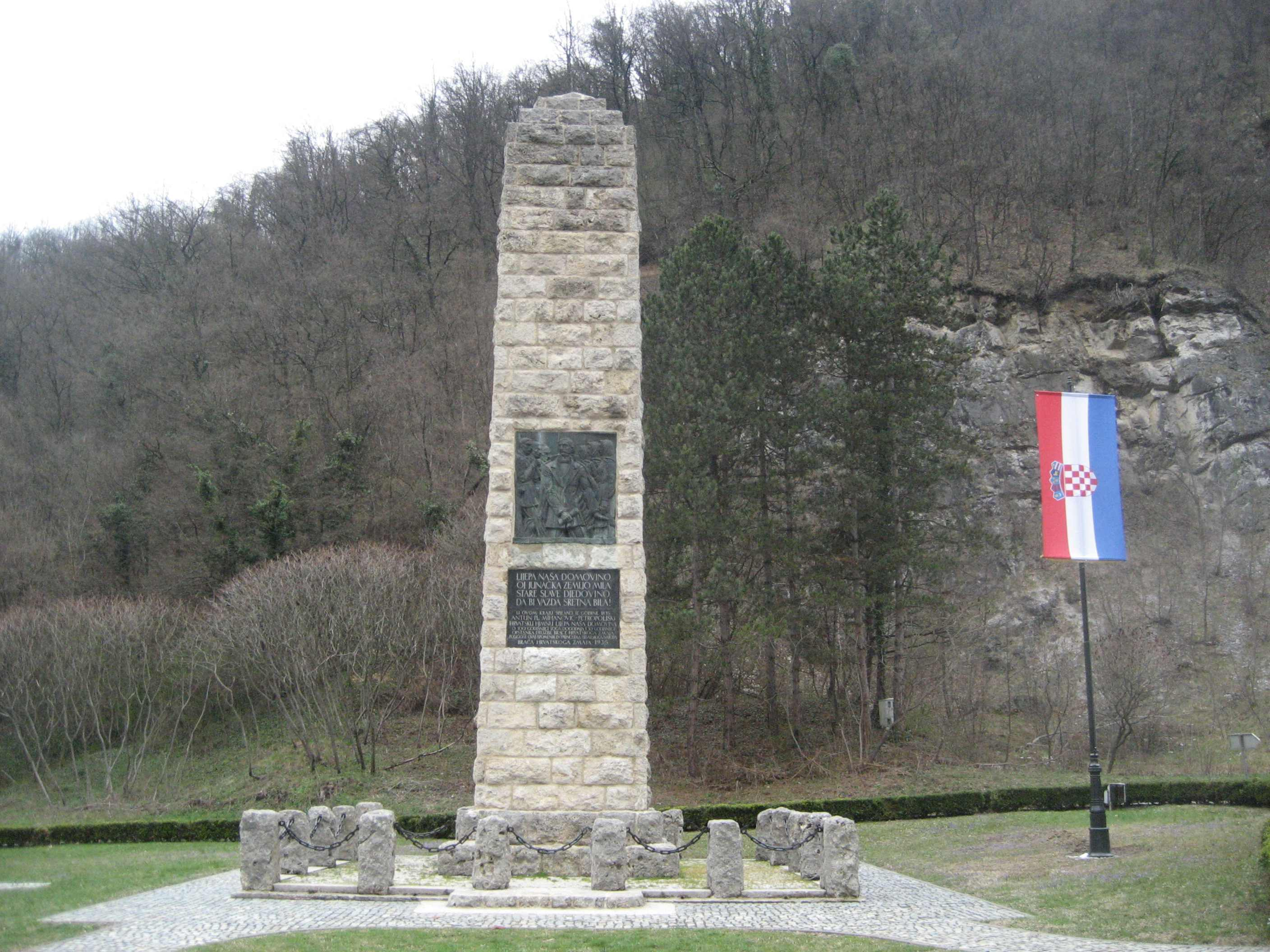
Státní hymna
Vlajka prezidenta republiky